# Bob Horn
Robert Martin Horn, detto Bob (Minneapolis, 1º novembre 1931 – 11 gennaio 2019), è stato un pallanuotista statunitense, che ha disputato il torneo di pallanuoto ai Giochi di Melbourne 1956 e di Roma 1960.
Sempre nella pallanuoto, ai II Giochi panamericani, ha vinto 1 argento.